# Malin Andersson
Malin Elisabeth Andersson (* 4. Mai 1973 in Kristianstad als Malin Lovén) ist eine ehemalige schwedische Fußballnationalspielerin, die mittlerweile als Trainerin tätig ist.

## Werdegang
Andersson begann mit dem Fußballspielen bei Arkelstorps IF. Später spielte sie von 1988–993 für Kristianstads DFF, von 1994–2001 für Älvsjö AIK und von 2001-2005 für AS Rosengård, damals Malmö FF Dam aus Malmö in der Damallsvenskan. 1995 wurde die Mittelfeldspielerin mit dem Diamantbollen als Schwedens Fußballerin des Jahres ausgezeichnet.
Zwischen 1994 und 2005 lief Andersson in 151 Länderspielen für die schwedischen Frauennationalmannschaft auf. Dabei nahm sie an den Weltmeisterschaften 1995, 1999 und 2003, den  Europameisterschaften 1995, 1997, 2001 und 2005 sowie den Olympischen Spielen 1996, 2000 und 2004 teil. Ihr letztes Länderspiel bestritt sie am 8. Juni 2005.
Nachdem Andersson 2005 ihre aktive Laufbahn beendet hatte, übernahm sie die Leitung der schwedischen U21-Auswahl der Frauen.